# Нурі (ракета)
Нурі ( Корейською що означає «світ» рідною корейською мовою ), також відомий як KSLV-II ( Korean Space Launch Vehicle-II Корейська космічна ракета-носій ), — триступенева ракета-носій, друга розроблена Південною Кореєю та наступниця Naro-1 (КСЛВ-1).  Nuri розроблений Корейським аерокосмічним науково-дослідним інститутом (KARI).    Усі три ступені використовують двигуни ракети-носія вітчизняної розробки, що робить «Нурі» першою південнокорейською орбітальною ракетою-носієм вітчизняної розробки (ракета-носій «Наро-1» використовувала перший ступінь російського виробництва).
Уряд Південної Кореї встановив SpaceX як «зразок для наслідування», прагнучи розробити відносно дешеві та надійні ракети, достатньо конкурентоспроможні для ринку комерційних запусків. 
21 жовтня 2021 року «Нурі» здійснив свою першу спробу орбітального запуску о 08:00 UTC і запустив 1500 кг корисного навантаження макета супутника подібно до того, що планувалося мати на 700 км Сонце-синхронної орбіти (ССО). Однак, незважаючи на те, що корисне навантаження досягло цільового апогею (700 км), третій ступінь вимкнувся приблизно на 46 секунд раніше запланованого, і корисний вантаж не досяг орбітальної швидкості.   
Нурі здійснив свій другий політ 21 червня 2022 року, 07:00 UTC, з корисним вантажем 1500 кг, включаючи 1300кг  корисного навантаження макета супутника та 180 кг супутника перевірки продуктивності (PVSAT), включаючи чотири кубічні супутники. Другий запуск був успішним, і всі супутники перемістилися на 700 км на Сонце-синхронну орбіту (ССО).  В результаті цього запуску Південна Корея стала сьомою країною в світі, яка здатна вивести на орбіту супутник масою не менше однієї тонни.  
Після двох тестових запусків «Нурі» продемонстрував характеристики, вищі за розрахункові, збільшивши корисне навантаження з 1500 кг до 1900 кг. 

## Специфікація
Нурі (KSLV-II) — триступенева ракета-носій. На першому ступені ракети-носія використовуються чотири двигуни KRE-075 SL, які створюють тягу 266,4 тонни з питомим імпульсом 289,1 секунди. Бустер другого ступеня використовує єдиний вакуумний двигун KRE-075, який має ширше сопло для підвищення ефективності у вакуумі з питомим імпульсом 315,4 секунди. На третьому ступені ракети-носія використовується один двигун КRЕ-007 з питомим імпульсом 325,1 секунди. Обидві моделі двигунів використовують Jet A як паливо та рідкий кисень (РК) як окислювач. 

### Майбутні версії
Подальші вдосконалення будуть додані після успіху програми KSLV-II, головним чином збільшення тяги KRE-075 з 744 кН  до 849 кН  і питомий імпульс з 261,7 секунди до 315,4 секунди. Існують також плани щодо полегшення двигуна за допомогою таких методів, як видалення піротехнічного запальника або обмеження його радіусу дії. Це дозволить збільшити вантажопідйомність модифікованого KSLV-II з 1,5 тонн до 2,8 тонн. 

## Розробка
Коли в жовтні 2010 року почалася розробка технологій для «Нурі»,   загальною метою проектування була розробка нової разової  ракети-носія середньої вантажопідйомності, яка була б повністю розроблена за місцевою Кореїською технологією. Коли Нурі вперше вийшов на орбіту в червні 2022 року, загальна вартість програми розробки становила приблизно 1,5 мільярда доларів США. 

### Розробка двигунів
- У березні 2014 року було успішно завершено перше випробування пальника 7-тонного класу [14] [16], а в липні 2015 року розпочалося повне складання та випробування початкового запалювання двигуна KRE-007. Крім того, перша фаза проекту була завершена з додаванням триступеневої випробувальної установки для згоряння двигуна та випробувальної установки для згоряння в камері згоряння. Однак проблема нестабільності горіння в пальнику КRЕ-075 вимагала доопрацювання. [14] [16]
- Hanwha Techwin Co. підписала 25 січня 2016 року контракт на суму 14,1 мільярда вон (11,77 мільйонів доларів США) з Корейським аерокосмічним науково-дослідним інститутом (KARI) на виробництво обох типів рідинних ракетних двигунів для Nuri. [17]
- 8 січня 2016 року було виконано другий етап проекту з подолання труднощів нестабільності горіння камери згоряння та технології зварювання рідкого паливного бака двигуна, і випробування згоряння двигуна КРЕ-075 протягом кількох секунд пройшло успішно. [14] [16]
- 3 травня 2016 року двигун KRE-075 пройшов випробування іскровим запалюванням тривалістю 1,5 секунди. Пізніше він був випущений протягом 75 секунд 8 червня 2016 року. Після цих успіхів 20 липня 2016 року о 13:39 було досягнуто кінцевого цільового часу згоряння 145 секунд (147 секунд). Під час наземного випробування двигун працював номінально, з усіма показниками, такими як безпека згоряння та тяга згоряння, в межах очікуваного діапазону похибок. Очікується, що під час фактичного запуску двигун першого ступеня працюватиме 127 секунд, а двигун другого ступеня – 143 секунди.
- З жовтня 2016 року по жовтень 2021 року було проведено понад 184 випробування згоряння другого прототипу двигуна КRЕ-075. [18]

#### Двигун KRE-075 над рівнем моря
| паливо              | Jet A / LOX                             |
| Тяга                | 66,6 тс (рівень моря), 75,9 тс (вакуум) |
| Специфічний імпульс | 298,6 секунд                            |
| Висота              | 2,9 м                                   |
| Діаметр             | 2 м                                     |
| Цикл                | Газогенератор                           |

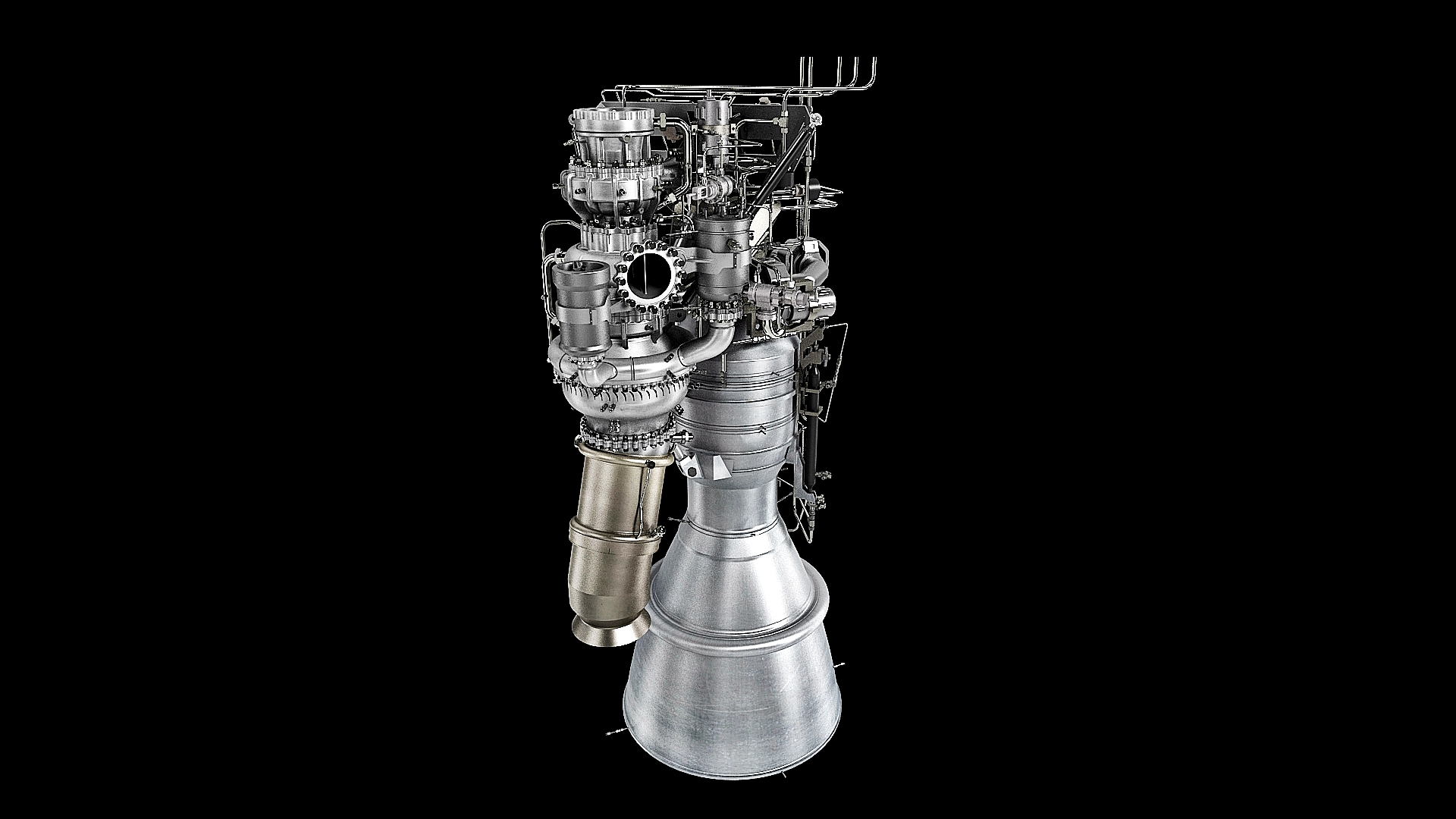
Рендер художника двигуна Нурі вагою 75 тонн

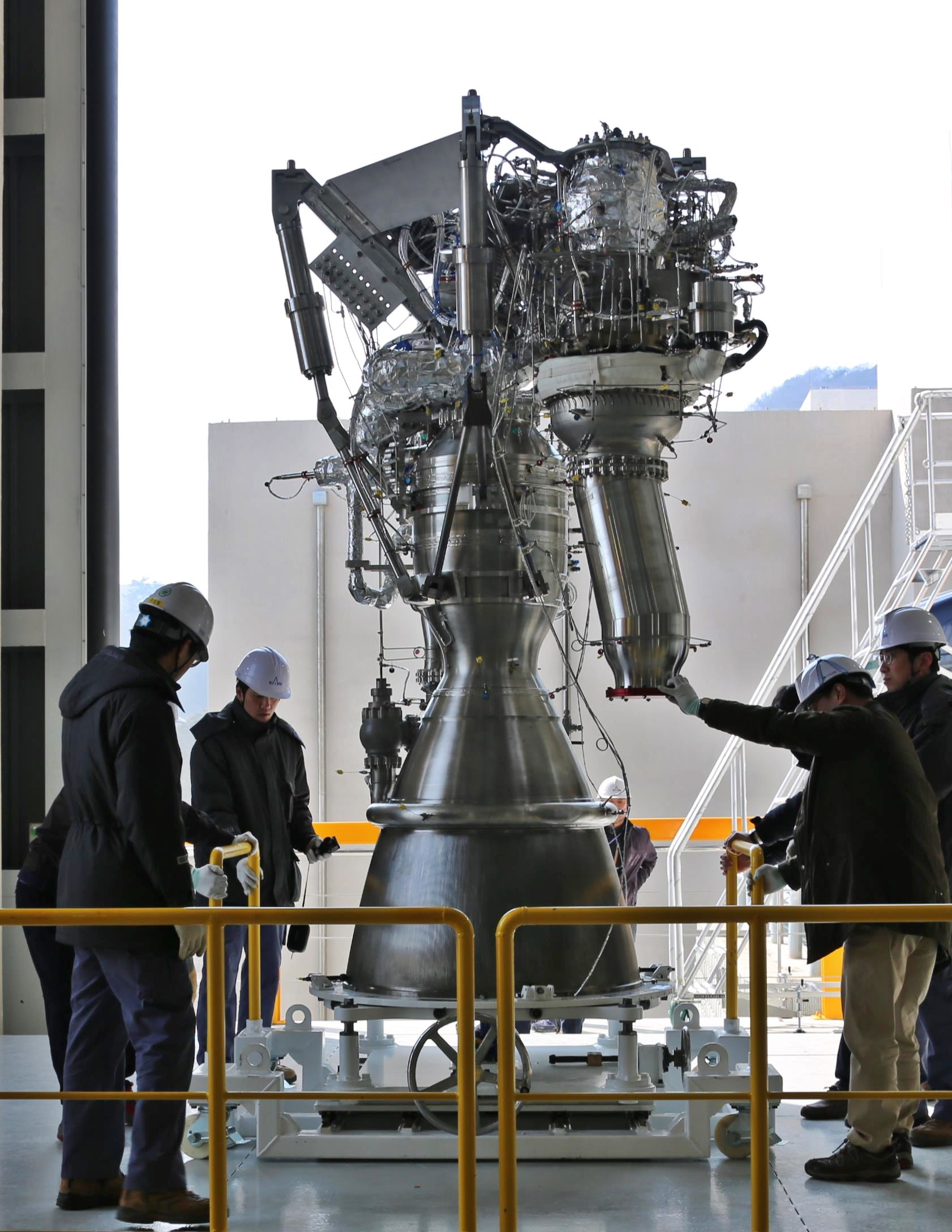
Двигун КРЕ-075

Двигун КRЕ-075 був розроблений у квітні 2016 року за програмою розробки двигуна 30 тс.  

#### Вакуумний двигун KRE-075
| паливо              | Джет A-1/РК      |
| Тяга                | 80,3 тс (вакуум) |
| Специфічний імпульс | 315,4 секунд     |
| Цикл                | Газогенератор    |

#### Двигун КРЕ-007
| паливо              | Джет A-1/LOX  |
| Тяга                | 7,0 тс        |
| Специфічний імпульс | 325,1 секунд  |
| Цикл                | Газогенератор |

### KSLV-II TLV
Випробувальна ракета-носій ( ВРН ) була одноступінчастою ракетою-носієм (із запланованою двоступеневою версією), яка перевіряла характеристики двигуна KRE-075, який живить KSLV-II. ВРН був 25.8 м у довжину, 2.6 м діаметром і масою 52,1 тонни. Рідкий ракетний двигун головного ступеню був повністю підвісний.   З установленим двигуном 2-го ступеня двоступенева версія ВРН могла працювати як мала ракета-носій супутника. 

#### Запуск 2018 року
| Мокра маса           | 52,1 тонни        |
| Суха маса            | 38 тонн           |
| Висота               | 25,8 м            |
| Діаметр              | 2,6 м             |
| Етапи                | 1                 |
| Двигун               | 1 КRЕ-075         |
| Корисне навантаження | масовий симулятор |

ВРН був запущений з Космічного центру Наро в Гохенгу, провінція Південна Чолла, 28 листопада 2018 року. Основна мета першого суборбітального польоту полягала в тому, щоб головний двигун одноступінчастої ракети пропрацював 140 секунд, досягнувши 100 км висоти перед тим, як впасти в море між островами Чеджу та Окінава . 
Перший політ було відкладено 25 жовтня 2018 року на один місяць через відхилення від норми в системі наддуву ракети-носія.  Потім тестовий політ було перенесено на 28 листопада 2018 року о 07:00 UTC (16:00 KST ). Ніякий корисний вантаж не повинен був виводитися на орбіту. 
Незважаючи на те, що запуск ВРН вважався успішним, його головний двигун працював 151 секунду протягом 10-хвилинного польоту,  не транслювався в прямому ефірі.  Після досягнення максимальної висоти 209 км, ступінь ракети-носія впала в Тихий океан, 429 км на південний схід від острова Чеджу. Оскільки ВРН мав служити як випробувальний корабель і оскільки політ завершився успішно, другого запуску ВРН не було.
GEO KSLV
Розробляється модернізована різновид KSLV-II для геостаціонарної екваторіальної орбіти . Він об’єднає чотири двигуни KRE-090 на базовому етапі з чотирма бічними прискорювачами, оснащеними одним двигуном KRE-090 кожен. Друга щабель буде оснащена оптимізованою для вакууму різновидом того самого двигуна KRE-090 (KRE-090V), а третя щабель впроваджуватиме нещодавно розроблений двигун внутрішнього згоряння з багатим окислювачем KRE-010V. 
Застосування
Nuri буде використовуватися для запуску кількох супутників спостереження Землі, таких як KOMPSAT, супутників середнього класу та розвідувальних супутників. Планується підтримати місію Південної Кореї з дослідження Місяця для відправки орбітальних і посадкових апаратів. Nuri стане першою ракетою-носієм Південної Кореї, яка вийде на ринок послуг комерційного запуску. Вартість запуску оцінюється приблизно в 30 мільйонів доларів США, що дешевше, ніж у азійських аналогів. Це дозволить Південній Кореї надавати дешеві послуги запуску для країн Південно-Східної Азії . 
Очікується, що вдосконалена версія Nuri запустить корейський посадковий модуль на Місяць до 2030 року.